# ディタドゥーラ・ナシオナル

ポルトガル共和国
República Portuguesa (ポルトガル語)

国歌: A Portuguesa（ポルトガル語）
ポルトガルの歌
ポルトガル共和国とその領土（20世紀）

ディタドゥーラ・ナシオナル（ポルトガル語: Ditadura Nacional）は、1928年の選挙から1933年のエスタド・ノヴォ宣言まで続いたポルトガルの政権。1926年から1928年にかけてのディタドゥーラ・ミリタール（軍事独裁）もこれに含まれる。正式な国名はポルトガル共和国（ポルトガル語: República Portuguesa）だった。

## ディタドゥーラ・ミリタール、1926–1928
5月28日の軍事クーデターは容易に権力を掌握した。その後まもなく、独裁政権は議会を解散し、すべての政党を禁止し、検閲を開始した。このプロセスは、強硬派の将校が共和国の機関から自由主義者と民主党員を追い出したため、不安定さに悩まされていた。この間、独裁政権は低位の士官の連立によって率いられ、その一部は統合主義者であったため、明確な指導者は誰も現れなかった。